# Trophée Matteotti
Le Trophée Matteotti (en italien : Trofeo Matteotti) est une course cycliste italienne disputée autour de Pescara dans les Abruzzes. Créé en 1945, il a lieu chaque année au mois d'août. En 1975 et 1995, le Trofeo Matteoti fut le support du championnat d'Italie sur route. Il a été intégré à l'UCI Europe Tour en catégorie 1.1.
Le nom du trophée rend hommage à Giacomo Matteotti, député socialiste assassiné en 1924.

## Palmarès
| 1945 | Mario Ricci           | Sergio Maggini         | Glauco Servadei          |  |  |
| 1946 | Gino Bartali          | Adolfo Leoni           | Aldo Ronconi             |  |  |
| 1947 | Virgilio Salimbeni    | Angelo Fumagalli       | Augusto Bontempi         |  |  |
| 1948 | Spartaco Rosati       | Armando Barducci       | José Beyaert             |  |  |
| 1949 | Giuseppe Minardi      | Livio Isotti           | Widmer Servadei          |  |  |
| 1950 | Dante Rivola          | Fausto Marini          | Giovanni Pinarello       |  |  |
| 1951 | Elio Brasola          | Rinaldo Moresco        | Remo Sabatini            |  |  |
| 1952 | non-disputé           | non-disputé            | non-disputé              |  |  |
| 1953 | Giuseppe Doni         | Danilo Barozzi         | Livio Isotti             |  |  |
| 1954 | Giuliano Michelon     | Luciano Ciancola       | Livio Isotti             |  |  |
| 1955 | Giuseppe Minardi      | Danilo Barozzi         | Bruno Monti              |  |  |
| 1956 | Bruno Tognaccini      | Roberto Falaschi       | Waldemaro Bartolozzi     |  |  |
| 1957 | Silvano Ciampi        | Pierino Baffi          | Dino Bruni               |  |  |
| 1958 | Ercole Baldini        | Aldo Moser             | Nello Fabbri             |  |  |
| 1959 | Adriano Zamboni       | Silvano Ciampi         | Noé Conti                |  |  |
| 1960 | Oreste Magni          | Italo Mazzacurati      | Fernando Brandolini      |  |  |
| 1961 | Angelo Conterno       | Gastone Nencini        | Gilbert Desmet           |  |  |
| 1962 | Pierino Baffi         | Bruno Mealli           | Silvano Ciampi           |  |  |
| 1963 | Pierino Baffi         | Rino Benedetti         | Franco Cribiori          |  |  |
| 1964 | Guido De Rosso        | Giovanni Fabbri        | Giuseppe Sartore         |  |  |
| 1965 | Guido De Rosso        | Diego Ronchini         | Ambrogio Portalupi       |  |  |
| 1966 | Vito Taccone          | Felice Gimondi         | Adriano Durante          |  |  |
| 1967 | Dino Zandegù          | Luigi Sgarbozza        | Michele Dancelli         |  |  |
| 1968 | Ole Ritter            | Michele Dancelli       | Adriano Passuello        |  |  |
| 1969 | Marino Basso          | Luigi Sgarbozza        | Adriano Durante          |  |  |
| 1970 | Felice Gimondi        | Vittorio Urbani        | Constantino Conti        |  |  |
| 1971 | Wilmo Francioni       | Giancarlo Polidori     | Georges Pintens          |  |  |
| 1972 | Davide Boifava        | Michele Dancelli       | Emanuele Bergamo         |  |  |
| 1973 | Roger De Vlaeminck    | Marino Basso           | Pierino Gavazzi          |  |  |
| 1974 | Franco Bitossi        | Francesco Moser        | Giovanni Battaglin       |  |  |
| 1975 | Francesco Moser       | Valerio Lualdi         | Constantino Conti        |  |  |
| 1976 | Francesco Moser       | Pierino Gavazzi        | Enrico Paolini           |  |  |
| 1977 | Wilmo Francioni       | Carmelo Barone         | Phil Edwards             |  |  |
| 1978 | Francesco Moser       | Giovanni Battaglin     | Mario Beccia             |  |  |
| 1979 | Giovanni Battaglin    | Silvano Contini        | Serge Parsani            |  |  |
| 1980 | Silvano Contini       | Pierino Gavazzi        | Giovanni Battaglin       |  |  |
| 1981 | Alf Segersäll         | Sergio Santimaria      | Gianbattista Baronchelli |  |  |
| 1982 | Moreno Argentin       | Palmiro Masciarelli    | Ennio Salvador           |  |  |
| 1983 | Marino Amadori        | Claudio Torelli        | Moreno Argentin          |  |  |
| 1984 | Michael Wilson        | Daniele Ferrari        | Stefano Giuliani         |  |  |
| 1985 | Pierino Gavazzi       | Palmiro Masciarelli    | Claudio Corti            |  |  |
| 1986 | Jørgen Marcussen      | Pierino Gavazzi        | Gianbattista Baronchelli |  |  |
| 1987 | Massimo Ghirotto      | Tullio Cortinovis      | Francesco Cesarini       |  |  |
| 1988 | Ennio Salvador        | Jørgen Marcussen       | Rolf Sørensen            |  |  |
| 1989 | Roberto Pelliconi     | Marco Vitali           | Eddie Salas              |  |  |
| 1990 | Mario Chiesa          | Franco Ballerini       | Stefano Giuliani         |  |  |
| 1991 | Daniel Steiger        | Pierino Gavazzi        | Stefano Giraldi          |  |  |
| 1992 | Beat Zberg            | Marco Lietti           | Leonardo Sierra          |  |  |
| 1993 | Alberto Elli          | Bruno Cenghialta       | Marco Giovannetti        |  |  |
| 1994 | Rolf Sørensen         | Gianluca Bortolami     | Davide Cassani           |  |  |
| 1995 | Gianni Bugno          | Paolo Lanfranchi       | Andrea Tafi              |  |  |
| 1996 | Andrea Ferrigato      | Alberto Elli           | Massimo Podenzana        |  |  |
| 1997 | Frank Vandenbroucke   | Daniele Nardello       | Carlo Finco              |  |  |
| 1998 | Francesco Casagrande  | Stefano Cattai         | Paolo Savoldelli         |  |  |
| 1999 | Francesco Casagrande  | Ivan Basso             | Fabio Sacchi             |  |  |
| 2000 | Yauheni Seniushkin    | Massimo Donati         | Luca Mazzanti            |  |  |
| 2001 | Gianni Faresin        | Luca Mazzanti          | Daniele De Paoli         |  |  |
| 2002 | Salvatore Commesso    | Fabio Sacchi           | Matteo Tosatto           |  |  |
| 2003 | Filippo Pozzato       | Alessandro Spezialetti | Caludio Bartoli          |  |  |
| 2004 | Danilo Di Luca        | Paolo Bossoni          | Oscar Camenzind          |  |  |
| 2005 | Ruggero Marzoli       | Paolo Bailetti         | Fortunato Baliani        |  |  |
| 2006 | Ruslan Pidgornyy      | Pasquale Muto          | Raffaele Ferrara         |  |  |
| 2007 | Filippo Pozzato       | Alessandro Bertolini   | Luca Mazzanti            |  |  |
| 2008 | Paolo Bettini         | Francesco Reda         | Pasquale Muto            |  |  |
| 2009 | non-disputé           | non-disputé            | non-disputé              |  |  |
| 2010 | Riccardo Chiarini     | Non attribué           | Miguel Ángel Rubiano     |  |  |
| 2011 | Oscar Gatto           | Davide Rebellin        | Miguel Ángel Rubiano     |  |  |
| 2012 | Pierpaolo De Negri    | Marko Kump             | Fabio Taborre            |  |  |
| 2013 | Sébastien Reichenbach | Johann Tschopp         | Enrico Battaglin         |  |  |
| 2014 | non disputé           | non disputé            | non disputé              |  |  |
| 2015 | Evgeny Shalunov       | Andrea Pasqualon       | Davide Viganò            |  |  |
| 2016 | Vincenzo Albanese     | Manuel Belletti        | Davide Viganò            |  |  |
| 2017 | Sergey Shilov         | Manuel Belletti        | Marco Canola             |  |  |
| 2018 | Davide Ballerini      | Giovanni Visconti      | Marco Tizza              |  |  |
| 2019 | Matteo Trentin        | Andrey Amador          | Daniel Savini            |  |  |
| 2020 | Valerio Conti         | Diego Rubio Hernández  | Daniel Savini            |  |  |
| 2021 | Matteo Trentin        | Jhonatan Restrepo      | Valentin Ferron          |  |  |
| 2022 | non-disputé           | non-disputé            | non-disputé              |  |  |
| 2023 | Sjoerd Bax            | Simone Velasco         | Lorenzo Rota             |  |  |
| 2024 | Orluis Aular          | Alessandro Covi        | Alexey Lutsenko          |  |  |